# Nigriblephara
Nigriblephara là một chi bướm đêm thuộc họ Geometridae.